# NSTG Komotau
NSTG Komotau (celým názvem: Nationalsozialistische Turngemeinde Komotau) byl německý sportovní klub, který sídlil ve městě Chomutov v okupovaných Sudetech. Založen byl v roce 1939 po zániku původního sportovního klubu Deutschen FK Komotau. Zanikl v roce 1945 po osvobození města od německých vojsk. Své domácí zápasy odehrával na stadionu Sportplatz Komotau s kapacitou 8 000 diváků. Klubové barvy byly černá, červená a bílá.
Největším úspěchem klubu byla celkem čtyřletá účast v Gaulize Sudetenland, jedné ze skupin tehdejší nejvyšší fotbalové soutěže na území Německa. Mimo mužský fotbalový oddíl měl sportovní klub i jiné oddíly, mj. oddíl ledního hokeje – ten se stal v ročníku 1942 účastníkem německé nejvyšší hokejové soutěže.

## Umístění v jednotlivých sezonách

### Oddíl fotbalu
Stručný přehled
Zdroj: 
- 1939–1940: Gauliga Sudetenland – sk. 1
- 1941–1943: Gauliga Sudetenland West
- 1943–1944: Gauliga Sudetenland – sk. 1

Jednotlivé ročníky
Zdroj: 
Legenda: Z – zápasy, V – výhry, R – remízy, P – porážky, VG – vstřelené góly, OG – obdržené góly, +/- – rozdíl skóre, B – body, červené podbarvení – sestup, zelené podbarvení – postup, fialové podbarvení – reorganizace, změna skupiny či soutěže
| Velkoněmecká říše (1939 – 1944) |                             |        |    |   |   |   |    |    |     |    |        |
| Sezóny                          | Liga                        | Úroveň | Z  | V | R | P | VG | OG | +/- | B  | Pozice |
| 1939/40                         | Gauliga Sudetenland – sk. 1 | 1      | 10 | 1 | 0 | 9 | 23 | 48 | -25 | 2  | 6.     |
| …                               |                             |        |    |   |   |   |    |    |     |    |        |
| 1941/42                         | Gauliga Sudetenland West    | 1      | 10 | 6 | 0 | 4 | 30 | 24 | +6  | 12 | 3.     |
| 1942/43                         | Gauliga Sudetenland West    | 1      | 10 | 5 | 0 | 5 | 17 | 16 | +1  | 10 | 3.     |
| 1943/44                         | Gauliga Sudetenland – sk. 1 | 1      | 9  | 6 | 0 | 3 | 29 | 18 | +11 | 12 | 2.     |

### Oddíl ledního hokeje
Stručný přehled
Zdroj: 
- 1942: Deutsche Eishockey-Meisterschaft (1. ligová úroveň v Německu)

Jednotlivé ročníky
Zdroj: 
Legenda: ZČ – základní část, červené podbarvení – sestup, zelené podbarvení – postup, fialové podbarvení – reorganizace, změna skupiny či soutěže
| Velkoněmecká říše (1942) |                        |           |         |                                     |          |
| Sezóny                   | Soutěž                 | Úroveň    | ZČ      | Play-off, nadstavba, sk. o udržení… | Poznámky |
| 1942                     | Deutsche Meisterschaft | 1. úroveň | nehráno | Základní skupina A (3. místo)       |          |